# Fritz-Erler-Schule Pforzheim
Die Fritz-Erler-Schule ist eine kaufmännische Berufsschule, ein Wirtschaftsgymnasium und Wirtschaftsschule der Stadt Pforzheim. Sie wurde nach dem Politiker Fritz Erler (1913–1967) benannt. Sie war 1998 die größte Schule im Regierungsbezirk Karlsruhe und beherbergte die größte gymnasiale Oberstufe in Süddeutschland. Sie ist mit nahezu 2000 Schülern die größte Schule in Pforzheim und im Enzkreis.

## Geschichte
Der Ursprung der Schule wird auf das Jahr 1859 zurückgeführt, als der damalige Oberbürgermeister von Pforzheim Carl Zerrenner die Einführung eines Handelskurses an der Gewerbeschule bewirkte. Grund hierfür war die zunehmende Bedeutung des Handels durch die aufkommende Industrie – speziell die Schmuckindustrie – in der Stadt. Der Handelskurs wurde 1891 der Realschule angegliedert. Als diese 1898 eine Oberrealschule wurde, durfte sich der Handelskurs fortan „Handelsschule“ nennen und erhielt einen eigenen Direktor. Ab 1899 wurden auch Mädchen auf der Schule zugelassen. Die Schule wurde 1911 selbständig und erhielt den Namen „Städtische Handelsschule Pforzheim“. 1937 wurde eine Wirtschaftsoberschule angegliedert, die zum Abitur führte. Sie war der Vorgänger des späteren Wirtschaftsgymnasiums, das 1969 eingeführt wurde. 1964 wurde die Handelsschule aus Platzgründen in eine „Handelslehranstalt I“ und eine „Handelslehranstalt II“ aufgeteilt. Dieses Datum gilt als Gründung der heutigen Fritz-Erler-Schule. Aus der „Handelslehranstalt II“ wurde die Ludwig-Erhard-Schule Pforzheim. Am 4. Juli 1967 wurde die Lehranstalt in „Fritz-Erler-Schule“ umbenannt.

## Gebäude
Die Schule befindet sich auf dem ehemaligen Gelände der Wagenhalle der Straßenbahn Pforzheim im Stadtteil Brötzingen. 1969 begann die Planung für das neue Schulgebäude. Am 18. Mai 1971 wurde durch den Gemeinderat die Auslobung eines Architektenwettbewerbs genehmigt. Schließlich vergab das Preisgericht am 23. März 1972 den 1. Preis an den Entwurf des Stuttgarter Architekturbüros Behnisch & Partner, das auch den Zuschlag für die Bauausführung erhielt. Typisch für das Architekturbüro ist der verstärkte Einsatz von Glas. Das Gebäude besitzt zusätzlich eine Schwimm- und Turnhalle mit Außenanlage des Sportbereichs. Am 5. Juli 1987 diente die Fritz-Erler-Halle als Pressezentrum bei der Etappe der Tour de France in Pforzheim. Nachdem seit 1997 verstärkt auch Umweltprojekte an der Schule verfolgt werden, wurde schließlich eine Photovoltaikanlage auf dem Dach des Gebäudes installiert.

## Angebot

### Schulformen
- 3-jähriges Wirtschaftsgymnasium
- 6-jähriges Wirtschaftsgymnasium
- Berufsfachschule Wirtschaft
- Kaufmännische Berufsschule
- Duales Berufskolleg für Abiturienten

Die niedrigste Klassenstufe an der Fritz-Erler-Schule ist Klassenstufe 8 des Sechsjährigen Wirtschaftsgymnasiums.
Neben wirtschaftswissenschaftlichen Fächern vermittelt die Fritz-Erler-Schule eine breite Allgemeinbildung mit den musischen Bereichen Musik, Kunst, Literatur und Tanz, den naturwissenschaftlichen Fächern sowie mit dem modernen Fremdsprachenangebot in Französisch, Spanisch und Italienisch.
Das Fritz-Erler-Wirtschaftsgymnasium Pforzheim ist eines der wenigen Gymnasien des Landes, die die besondere Form des „Sechsjährigen Wirtschaftsgymnasiums“ führen. Der Besuch dauert von Klasse 8 bis Klasse 13 und endet mit der allgemeinen Hochschulreife, wobei das erste Schulhalbjahr in Klasse 8 auf Probe erfolgt.

### Ausbildungsberufe
- Industriekaufmann/-kauffrau
- Datenverarbeitungskaufmann/-kauffrau
- Finanzassistenten
- Immobilienkaufmann/ -frau
- Immobilienassistenten
- Bankkaufmann/-frau
- Informatikkaufmann/-frau
- Außenhandelsassistenten

## Fritz-Erler-Preis
Der Fritz-Erler-Preis ist ein Preis der Stadt Pforzheim, der jährlich an die besten Absolventen der Fritz-Erler-Schule vergeben wird. Es handelt sich hierbei um eine Medaille mit der Aufschrift: „Ein Volk braucht die Erkenntnis seiner Geschichte, aber es muss in der Gegenwart und für die Zukunft leben“.
15 Jahre lang wurde der „Fritz-Erler-Preis“ durch Käthe Erler, der Witwe Erlers persönlich an den besten Abiturienten überreicht.

## Schulpartnerschaften
Die Fritz-Erler-Schule pflegt Partnerschaften mit Schulen in ganz Europa, darunter mit Schulen in Lunéville, Vicenza, Gernika und Budapest. Die Partnerschule in Deutschland ist die „Prof.-Dr. Zeigner-Schule“ in Dresden, das erste Wirtschaftsgymnasium in Sachsen, mit dessen Schülern ein regelmäßiger Austausch stattfindet. Diese Schulpartnerschaft ist eine der ganz wenigen deutsch-deutschen Schulpartnerschaften, die seit der Wiedervereinigung Bestand haben.

## Veranstaltungen
Der Erler Beat galt jahrelang als die größte Schülerdisco in Baden-Württemberg. Von Mitte der 90er Jahre bis kurz nach der Jahrtausendwende war es ein populäres Musik- und Tanzereignis im Enzkreis für Schüler und Jugendliche mit jährlich bis zu 2500 Besuchern. Traditionell fand der „Erler Beat“ in der Stadthalle Pforzheim statt, wo in mehreren Sälen unterschiedliche Musik gespielt wurde. Hier spielten bekannte Bands wie PUR und bekannte DJs legten auf.
Organisiert wurde dieses Schülerprojekt von der SMV des „Fritz-Erler-Gymnasiums“ unter der Aufsicht einiger Lehrer des „Fritz-Erler-Gymnasiums“.

## Übungsfirmen
Im Unterrichtsfach Übungsfirma wird praktisch gearbeitet. Die Schüler sitzen in einem Büro und führen dort sämtliche kaufmännischen Tätigkeiten aus, die in einem realen Unternehmen anfallen. Alle Übungsfirmen sind durch den Zentralen Übungsfirmenring (ZÜF) miteinander und mit vielen anderen verbunden und erteilen sich gegenseitig Aufträge.
Jede Übungsfirma wird durch ein echtes Unternehmen unterstützt, der sogenannten Patenfirma. Diese führt Schulungen der Schüler in verschiedenen Bereichen durch, fördert verschiedene Veranstaltungen und wird im Gegenzug von der Übungsfirma bei vielen Gelegenheiten bekannt gemacht. Dabei hat jede Übungsfirma einen Lehrer und einen Vertreter der jeweiligen Patenfirma als Ansprechpartner.

## Arbeitsgemeinschaften
Angebotene Arbeitsgemeinschaften sind (Stand 2011): Schach, Theater AG, Mobile (Tanz-AG), Jazzband Fritz-Erler-BigBand, Kunst AG.
Die Fritz-Erler-BigBand ist eine Arbeitsgemeinschaft für Lehrer, Schüler und Ehemalige. Die „Fritz-Erler-BigBand“ spielte unter anderem schon im Auftrag verschiedener Institutionen wie zum Beispiel für das Kultusministerium Baden-Württemberg, die Industrie- und Handelskammer (IHK), und bei der Eröffnung der Landesgartenschauen in Pforzheim und Singen-Hohenheim. 1989 nahm die „Fritz-Erler-BigBand“ am Begegnungskonzert in der Stadthalle Pforzheim teil und erhielt für ihren Auftritt die Auszeichnung des Kultusministeriums.

## Besonderheiten
Die Schule führt das größte Wirtschaftsgymnasium Baden-Württembergs und zugleich die größte gymnasiale Oberstufe im Regierungsbezirk Karlsruhe. Grund hierfür sind die 6 Klassen des Dreijährigen Wirtschaftsgymnasiums mit je 32 Schüler, die zu den zwei bis drei Klassen des Sechsjährigen Wirtschaftsgymnasiums hinzukommen und so jährlich ein Abiturjahrgang von rund 175 Absolventen zustande kommt.
Die Schule stellt zweimal jährlich ihre Räume für die mündlichen Prüfungen der IHK zur Verfügung. Im Auftrag der IHK-Nordschwarzwald ist sie Gastgeber für die Prüfungsausschüsse für Bankkaufleute, Industriekaufleute, Bürokaufleute und Kaufleute aus der Grundstücks- und Wohnungswirtschaft. Nahezu alle Fachlehrer der Schule sind langjährige Mitglieder dieser Prüfungsausschüsse.
Die 1999 gegründete „Juniorenfirma“ bietet praxisinteressierten Schülern aller Schularten und Klassenstufen die Möglichkeit die theoretisch erlernten wirtschaftlichen Geschäftsabläufe in die Tat umzusetzen. Ziel ist es, die Schüler erfahren zu lassen, die Gewinnerzielung in ausgewogenen umweltverträglichen Leistungsprozessen ablaufen zu lassen.
Beim Wettbewerb der Wirtschaftsjunioren 1987 wird das Fritz-Erler-Wirtschaftsgymnasium Bundessieger beim Thema „Wirtschaftswissen im Wettbewerb“.

## Leitung
Bisherige Direktoren inklusive der vorangegangenen Handelsschulen waren:
- 1898–1924 Adolf Willareth
- 1924–1932 R. Malteur
- 1932–1954 Heinrich Brandt
- 1954–1967 Hans Burghardt
- 1967–1983 Otto Henne
- 1983–1998 Alfred Bender
- 1998–2013 Karl-Heinz Wagner
- seit 2013 Martin Hoffmann

## Schülerzahlen
- 1924: ca. 1400 Schüler
- 1947: 1163 Schüler
- 1958: ca. 2100 Schüler
- 2009: 1945 Schüler

## Bekannte Lehrer
- Hans-Georg Schulze, Lehrstuhl für Amerikanistik, Universität Stuttgart
- Angela Schirò (* 1985), Politikerin

## Bekannte ehemalige Schüler
- Dieter Kosslick (* 1948), Direktor der Berlinale Berlin, Abitur 1969
- Otto Maier (* 1949), Professor an der HAWK Hildesheim, Holzminden, Göttingen, Abitur 1970
- Michael Bollée (* 1950), Dekan, Professor für Baugeschichte und Architekturtheorie der Universität der Künste Berlin, Abitur 1970
- Götz Wörner (* 1959), Musikproduzent, Abitur 1981
- Cornelia Petzold-Schick (* 1964), Abitur 1983, Oberbürgermeisterin von Bruchsal
- Stefan Mappus (* 1966), ehemaliger Ministerpräsident von Baden-Württemberg[2]
- Michael Baral (* 1981), deutscher Schauspieler
- Maximilian Brecht (* 1983), Synchronsprecher der Manga-Serie Georgie[3]
- Jonas Deichmann (* 1987), Extremsportler